# 하포엘 텔아비브 FC
하포엘 텔아비브 FC(Hapoel Tel Aviv FC, 히브리어: הפועל תל-אביב)는 이스라엘의 축구 클럽으로 현재 이스라엘 슈퍼리그에 참여하고 있다. 하포엘 텔아비브는 현재까지 13번의 리그 우승과 11번의 스테이트컵 우승 기록을 가지고 있다. 1957년 한국을 방문하여 총 3차례의 친선 경기를 가졌는데 이는 외국 프로축구 클럽으로서는 첫번째 방한이었다.

## 역사
하포엘 텔아비브는 공식적으로 1923년에 창단되었지만 오래가지 못하고, 1925년에 재조직되었고, 1926년에 세 번째로 만들어져 현재에 이르고 있다. 1927년에 알렌비 FC(Allenby FC)를 병합하였고, 1928년에 최초로 스테이트컵 우승을 하였다. 1934년과 1937년부터 3회 연속하여 스테이트컵을 차지하였고, 1934년부터 1936년까지 3회 연속 리그 우승을 차지하였다. 이 때의 리그는 이스라엘이 영국 점령하에 있었기 때문에 영국 군부대 팀도 포함되어 있었다. 그 후로도 1938년, 1940년, 1943년까지 세번의 우승을 더 차지하였다.
1948년에 이스라엘의 독립 선언이 있고 나서, 하포엘 텔아이브는 9년 후인 1957년에 리그 우승을 다시 한번 하게 된다. 1966년에 다시 한번 리그 우승을 하고, 1967년에는 아시아 챔피언스컵 우승을 차지하게 된다. 다음해인 1969년 역시 리그 우승을 하며 좋은 성과를 기록하게 되었다.
1970년대를 통틀어 어떤 대회에서도 우승하지 못하였다. 1980년대에는 이를 무색하게 하듯이, 1981년, 1986년, 1988년에 리그 우승을 하였고, 1983년에는 컵대회 우승을 하였다. 그러나 1989년에는 2부리그로 강등당했는데, 클럽 경영의 무질서, 선수들과 경영진과의 불화가 주된 원인이었다.
1년 후에 다시 1부리그로 복귀하였지만, 1990년대에는 1999년의 컵대회 우승을 제외하고 어떠한 우승컵도 얻지 못하였다. 2000년에 리그 우승과 컵 대회 우승을 동시에 하는 더블을 기록하였고, 2001년에는 UEFA컵에 진출하여 로코모티브 모스크바, 첼시 FC, 파르마 FC 등을 물리치며 8강에까지 올랐었다. 2006년에는 프랑스의 파리 생제르맹 FC를 이기고, FK 믈라다볼레슬라프와 비기는 등 2001년의 UEFA컵 8강 이후 최고의 성적인 32강에 올랐다. 2007년에도 UEFA컵에 진출하였으나 조별리그에서 탈락하여 32강 진출에 실패하였다.
2006-07시즌, 하포엘 텔아이브는 UEFA컵 조별리그에서 최하위를 기록하며 또 한 번 탈락하게 되었다. 2007-08시즌에도 조별리그에 진출하여 조 3위로 32강까지 나갔으나 레인저스 FC에 패하면서 32강으로 만족해야 했다.

## 역대 성적

### 국내 대회
- 이스라엘 슈퍼리그

우승 (13회) : 1933/34, 1934/35, 1935/36, 1937/38, 1939/40, 1942/43, 1956/57, 1965/66, 1968/69, 1980/81, 1985/86, 1987/88, 1999/00
준우승 (11회) : 1949/50, 1960/61, 1962/63, 1969/70, 1972/73, 1979/80, 1997/98, 2000/01, 2001/02, 2005/06, 2008/09
- 이스라엘 스테이트컵

우승 (9회) : 1927/28, 1933/34, 1936/37, 1937/38, 1938/39, 1960/61, 1971/72, 1982/83, 1998/99, 1999/00, 2005/06, 2006/07
준우승 (8회) : 1932/33, 1940/41, 1966/67, 1980/81, 1981/82, 1987/88, 1993/94, 2007/08
- 토토컵

우승 (1회) : 2001/02

### 국제 대회
아시아
- 아시안 클럽 챔피언십

우승 (1회) : 1967
준우승 (1회) : 1970

## 선수 명단

### 현역
참고: FIFA 자격 규정에 따라 소속된 국가대표팀 국기를 표시합니다. 선수는 복수의 FIFA 비회원국 국적을 가지고 있을 수 있습니다.
| 번호 | 포지션 | 국적        | 이름          |
| ---- | ------ | ----------- | ------------- |
| 5    | DF     | 콩고 공화국 | 페르낭 마옘보 |

| 번호 | 포지션 | 국적 | 이름   |
| ---- | ------ | ---- | ------ |
| 98   | MF     |      | 팔카오 |

## 역대 감독
| 감독                  | 임기   |
| --------------------- | ------ |
| 모르데하이 슈피글레르 | 1984   |
| 메시지 데고           | 2024 ~ |